# Bob Braithwaite
John Robert "Bob" Braithwaite, född 28 september 1925 i Arnside, död 26 februari 2015 i Capernwray, var en brittisk sportskytt.
Han blev olympisk guldmedaljör i trap vid sommarspelen 1968 i Mexico City.